# Клан Хоџо (Сенгоку)
Клан Хоџо (јап. 後北条氏, Го Хоџо ши, дословно Каснији клан Хоџо), познати и као Хоџо из Одаваре, јапанска великашка породица из периода Сенгоку, која је на врхунцу моћи (око 1590) контролисала више провинција у области Канто. Није ни у каквом сродству са старијим кланом Хоџо из периода Камакура, иако имају исто име и грб.

## Историја
Оснивач ове породице, Хоџо Соун (1432−1519), почео је као обичан самурај, а умро је у 87. години као господар две провинције, Изу и Сагами, са престоницом у замку Одавара. Добровољно се повукао са власти 1518. како би његов син, Хоџо Уџицуна (1487−1541), мирно преузео породичне поседе за његовог живота. Мирно наслеђивање поседа са оца на сина било је уобичајено у клану Хоџо, ѕа разлику од њихових ривала у источном Јапану, клана Такеда и клана Уесуги.